# Ранжир-М
9С737М «Ранжир-М» — мобильный унифицированный батарейный командирский пункт для смешанной группировки средств ПВО, таких как ЗРК «Тор», ЗРПК «Тунгуска», ЗРК «Стрела-10» и ПЗРК «Игла».
Выпускается АО «Радиозавод» (бывший Пензенский радиозавод МРП СССР) на шасси «Тора» и «Тунгуски».
Глубокая переработка УБКП «Ранжир», созданная белорусским НПО «Агат».